# NGC 2803
NGC 2803 (również PGC 26181 lub UGC 4898) – galaktyka eliptyczna (E-S0), znajdująca się w gwiazdozbiorze Raka. Odkrył ją William Herschel 21 marca 1784 roku.